# Championnat du monde de Formule 1 1958
Navigation
1957 1959
Le championnat du monde de Formule 1 1958 est remporté par le Britannique Mike Hawthorn sur Ferrari. La marque britannique Vanwall s'adjuge quant à elle le premier championnat du monde des constructeurs.

## Règlement sportif
- Seuls les six meilleurs résultats sont retenus.
- L'attribution des points s'effectue selon le barème 8, 6, 4, 3, 2, avec 1 point pour l'auteur du meilleur tour en course.
- Les pilotes qui changent de voiture en cours d'épreuve ne peuvent pas marquer de points.
- Création du championnat constructeur, appelé « Coupe des constructeurs ». Les 500 miles d’Indianapolis ne sont pas pris en compte au championnat du monde des constructeurs.
- La distance des courses est ramenée de 500 à 300 km et 2 heures au maximum.

## Règlement technique
- Moteurs atmosphériques : 2 500 cm³
- Moteurs suralimentés : 750 cm3

## Principaux engagés
- L'inter-saison est marquée par le retrait officiel de Maserati en proie à des difficultés financières.
- À bientôt 47 ans, le champion du monde en titre Juan Manuel Fangio n'a rien fait pour retrouver un volant et reste évasif sur son avenir. Ses équipiers Jean Behra et Harry Schell ont eux trouvé refuge chez BRM.
- Ferrari aligne le trio Mike Hawthorn - Peter Collins - Luigi Musso qui devrait être ponctuellement renforcé par l'Allemand Wolfgang von Trips.
- Pas de changements chez Vanwall où l'on retrouve Stirling Moss, Tony Brooks et Stuart Lewis-Evans.
- Les minuscules Cooper-Climax à moteur arrière, pilotées par l'Australien Jack Brabham et le Britannique Roy Salvadori font leurs débuts en Formule 1.

Liste complète des écuries et pilotes (hors Indianapolis) ayant couru dans le championnat 1958 de Formule 1 organisé par la FIA.
| Écurie                   | Constructeur | Châssis | Moteur                              | Pneus | Pilotes                  | Courses         |
| ------------------------ | ------------ | ------- | ----------------------------------- | ----- | ------------------------ | --------------- |
| Scuderia Sud Americana   | Maserati     | 250F    | Maserati 250F1 2.5 L6               | P     | Juan Manuel Fangio       | 1               |
| Scuderia Sud Americana   | Maserati     | 250F    | Maserati 250F1 2.5 L6               | P     | Carlos Menditeguy        | 1               |
| Ken Kavanagh             | Maserati     | 250F    | Maserati 250F1 2.5 L6               | P     | Jean Behra               | 1               |
| Ken Kavanagh             | Maserati     | 250F    | Maserati 250F1 2.5 L6               | P     | Luigi Taramazzo          | 2               |
| Ken Kavanagh             | Maserati     | 250F    | Maserati 250F1 2.5 L6               | P     | Ken Kavanagh             | 2, 5            |
| Joakim Bonnier           | Maserati     | 250F    | Maserati 250F1 2.5 L6               | P     | Harry Schell             | 1               |
| Joakim Bonnier           | Maserati     | 250F    | Maserati 250F1 2.5 L6               | P     | Jo Bonnier               | 2-3, 5-7, 9     |
| Joakim Bonnier           | Maserati     | 250F    | Maserati 250F1 2.5 L6               | P     | Phil Hill                | 6               |
| Joakim Bonnier           | Maserati     | 250F    | Maserati 250F1 2.5 L6               | P     | Giulio Cabianca          | 10              |
| Joakim Bonnier           | Maserati     | 250F    | Maserati 250F1 2.5 L6               | P     | Hans Herrmann            | 10-11           |
| Paco Godia               | Maserati     | 250F    | Maserati 250F1 2.5 L6               | P     | Paco Godia               | 1-2, 5-6        |
| Horace Gould             | Maserati     | 250F    | Maserati 250F1 2.5 L6               | D     | Horace Gould             | 1-3             |
| Rob Walker Racing Team   | Cooper       | T43 T45 | Climax FPF 2.0 L4                   | C D   | Stirling Moss            | 1               |
| Rob Walker Racing Team   | Cooper       | T43 T45 | Climax FPF 2.0 L4                   | C D   | Maurice Trintignant      | 2-3, 7-11       |
| Rob Walker Racing Team   | Cooper       | T43 T45 | Climax FPF 2.0 L4                   | C D   | Ron Flockhart            | 2               |
| Scuderia Ferrari         | Ferrari      | D246    | Ferrari D246 2.4 V6                 | E     | Luigi Musso              | 1-3, 5-6        |
| Scuderia Ferrari         | Ferrari      | D246    | Ferrari D246 2.4 V6                 | E     | Peter Collins            | 1-3, 5-8        |
| Scuderia Ferrari         | Ferrari      | D246    | Ferrari D246 2.4 V6                 | E     | Mike Hawthorn            | 1-3, 5-11       |
| Scuderia Ferrari         | Ferrari      | D246    | Ferrari D246 2.4 V6                 | E     | Wolfgang von Trips       | 2, 6-10         |
| Scuderia Ferrari         | Ferrari      | D246    | Ferrari D246 2.4 V6                 | E     | Olivier Gendebien        | 5, 10-11        |
| Scuderia Ferrari         | Ferrari      | D246    | Ferrari D246 2.4 V6                 | E     | Phil Hill                | 10-11           |
| Scuderia Ferrari         | Ferrari      | 156     | Ferrari D156 1.5 V6                 | E     | Phil Hill                | 8               |
| Owen Racing Organisation | BRM          | P25     | BRM P25 2.5 L4                      | D     | Jean Behra               | 2-3, 5-11       |
| Owen Racing Organisation | BRM          | P25     | BRM P25 2.5 L4                      | D     | Harry Schell             | 2-3, 5-11       |
| Owen Racing Organisation | BRM          | P25     | BRM P25 2.5 L4                      | D     | Maurice Trintignant      | 6               |
| Owen Racing Organisation | BRM          | P25     | BRM P25 2.5 L4                      | D     | Joakim Bonnier           | 10-11           |
| Owen Racing Organisation | BRM          | P25     | BRM P25 2.5 L4                      | D     | Ron Flockhart            | 11              |
| Bernie Ecclestone        | Connaught    | B       | Alta GP 2.5 L4                      | A     | Bernie Ecclestone        | 2               |
| Bernie Ecclestone        | Connaught    | B       | Alta GP 2.5 L4                      | A     | Bruce Kessler            | 2               |
| Bernie Ecclestone        | Connaught    | B       | Alta GP 2.5 L4                      | A     | Paul Emery               | 2               |
| Bernie Ecclestone        | Connaught    | B       | Alta GP 2.5 L4                      | A     | Jack Fairman             | 7               |
| Bernie Ecclestone        | Connaught    | B       | Alta GP 2.5 L4                      | A     | Ivor Bueb                | 7               |
| Cooper Car Company       | Cooper       | T45 T44 | Climax FPF 2.0 L4                   | D     | Jack Brabham             | 2-3, 5-7, 9-10  |
| Cooper Car Company       | Cooper       | T45 T44 | Climax FPF 2.0 L4                   | D     | Roy Salvadori            | 2-3, 5-11       |
| Cooper Car Company       | Cooper       | T45 T44 | Climax FPF 2.0 L4                   | D     | Ian Burgess              | 7               |
| Cooper Car Company       | Cooper       | T45 T44 | Climax FPF 2.0 L4                   | D     | Jack Fairman             | 11              |
| Cooper Car Company       | Cooper       | T45 T43 | Climax FPF 1.5 L4                   | D     | Bruce McLaren            | 8, 11           |
| Cooper Car Company       | Cooper       | T45 T43 | Climax FPF 1.5 L4                   | D     | Jack Brabham             | 8, 11           |
| Cooper Car Company       | Cooper       | T45 T43 | Climax FPF 1.5 L4                   | D     | André Guelfi             | 11              |
| Cooper Car Company       | Cooper       | T45 T43 | Climax FPF 1.5 L4                   | D     | François Picard          | 11              |
| Cooper Car Company       | Cooper       | T45 T43 | Climax FPF 1.5 L4                   | D     | Tom Bridger              | 11              |
| Cooper Car Company       | Cooper       | T45 T43 | Climax FPF 1.5 L4                   | D     | Robert La Caze           | 11              |
| Team Lotus               | Lotus        | 12 16   | Climax FPF 2.0 L4 Climax FPF 2.2 L4 | D     | Cliff Allison            | 2-3, 5-8, 10-11 |
| Team Lotus               | Lotus        | 12 16   | Climax FPF 2.0 L4 Climax FPF 2.2 L4 | D     | Graham Hill              | 2-3, 5-7, 9-11  |
| Team Lotus               | Lotus        | 12 16   | Climax FPF 2.0 L4 Climax FPF 2.2 L4 | D     | Alan Stacey              | 7               |
| Team Lotus               | Lotus        | 16      | Climax FPF 1.5 L4                   | D     | Graham Hill              | 8               |
| Vandervell Products Ltd  | Vanwall      | VW 5    | Vanwall 254 2.5 L4                  | D     | Stirling Moss            | 2-3, 5-11       |
| Vandervell Products Ltd  | Vanwall      | VW 5    | Vanwall 254 2.5 L4                  | D     | Tony Brooks              | 2-3, 5-11       |
| Vandervell Products Ltd  | Vanwall      | VW 5    | Vanwall 254 2.5 L4                  | D     | Stuart Lewis-Evans       | 2-3, 5-7, 9-11  |
| Maria Teresa De Filippis | Maserati     | 250F    | Maserati 250F1 2.5 L6               | P     | Maria Teresa De Filippis | 2, 5, 9-10      |
| Giorgio Scarlatti        | Maserati     | 250F    | Maserati 250F1 2.5 L6               | P     | Giorgio Scarlatti        | 2-3             |
| Scuderia Centro Sud (en) | Maserati     | 250F    | Maserati 250F1 2.5 L6               | P     | Gerino Gerini            | 2, 6-7, 10-11   |
| Scuderia Centro Sud (en) | Maserati     | 250F    | Maserati 250F1 2.5 L6               | P     | Masten Gregory           | 3, 5, 10        |
| Scuderia Centro Sud (en) | Maserati     | 250F    | Maserati 250F1 2.5 L6               | P     | Maurice Trintignant      | 5               |
| Scuderia Centro Sud (en) | Maserati     | 250F    | Maserati 250F1 2.5 L6               | P     | Wolfgang Seidel          | 5, 11           |
| Scuderia Centro Sud (en) | Maserati     | 250F    | Maserati 250F1 2.5 L6               | P     | Carroll Shelby           | 6-7, 10         |
| Scuderia Centro Sud (en) | Maserati     | 250F    | Maserati 250F1 2.5 L6               | P     | Troy Ruttman             | 6, 8            |
| Scuderia Centro Sud (en) | Maserati     | 250F    | Maserati 250F1 2.5 L6               | P     | Joakim Bonnier           | 8               |
| Scuderia Centro Sud (en) | Maserati     | 250F    | Maserati 250F1 2.5 L6               | P     | Hans Herrmann            | 8               |
| Scuderia Centro Sud (en) | Maserati     | 250F    | Maserati 250F1 2.5 L6               | P     | Cliff Allison            | 9               |
| Scuderia Centro Sud (en) | Cooper       | T43     | Climax FPF 1.5 L4                   | D     | Wolfgang Seidel          | 8               |
| OSCA Automobili          | O.S.C.A.     | F2      | O.S.C.A. 372 1.5 L4                 | P     | Giulio Cabianca          | 2               |
| OSCA Automobili          | O.S.C.A.     | F2      | O.S.C.A. 372 1.5 L4                 | P     | Luigi Piotti             | 2               |
| Louis Chiron             | Maserati     | 250F    | Maserati 250F1 2.5 L6               | P     | Louis Chiron             | 2               |
| André Testut             | Maserati     | 250F    | Maserati 250F1 2.5 L6               | P     | André Testut             | 2               |
| Écurie Maarsbergen       | Porsche      | RSK     | Porsche 547/3 1.5 Flat-4            | D     | Carel Godin de Beaufort  | 3               |
| Écurie Maarsbergen       | Porsche      | RS550   | Porsche 547/3 1.5 Flat-4            | D     | Carel Godin de Beaufort  | 8               |
| Juan Manuel Fangio       | Maserati     | 250F    | Maserati 250F1 2.5 L6               | P     | Juan Manuel Fangio       | 6               |
| Dick Gibson              | Cooper       | T43     | Climax FPF 1.5 L4                   | D     | Dick Gibson              | 8               |
| Porsche KG               | Porsche      | RSK     | Porsche 547/3 1.5 Flat-4            | ?     | Edgar Barth              | 8               |
| High Efficiency Motors   | Cooper       | T43     | Climax FPF 1.5 L4                   | D     | Ian Burgess              | 8               |
| Écurie Eperon d'Or       | Cooper       | T43     | Climax FPF 1.5 L4                   | D     | Christian Goethals       | 8               |
| Écurie Demi Litre        | Lotus        | 12      | Climax FPF 1.5 L4                   | D     | Ivor Bueb                | 8               |
| Brian Naylor             | Cooper       | T45     | Climax FPF 1.5 L4                   | D     | Brian Naylor             | 8               |
| Tony Marsh               | Cooper       | T45     | Climax FPF 1.5 L4                   | D     | Tony Marsh               | 8               |
| Temple Buell             | Maserati     | 250F    | Maserati 250F1 2.5 L6               | P     | Carroll Shelby           | 9               |
| Temple Buell             | Maserati     | 250F    | Maserati 250F1 2.5 L6               | P     | Masten Gregory           | 11              |

- Les écuries et pilotes sur fond rose ont participé aux Grand Prix d'Allemagne et du Maroc en catégorie F2.

## Résumé du championnat du monde 1958
Premières victoires de Cooper : en arrière toutes

Afin de protester contre le manque de temps pour se préparer à la nouvelle réglementation sur les carburants, les équipes officielles britanniques boycottent le Grand Prix d'Argentine organisé comme d'habitude au mois de janvier. Le plateau est limité aux Ferrari et à une cohorte de Maserati privées parmi lesquelles on retrouve Juan Manuel Fangio. La victoire revient à Stirling Moss sur la Cooper-Climax de l'écurie privée de Rob Walker. Laissé libre par Vanwall de défendre ses chances au championnat, Moss s'impose devant l'armada Ferrari emmenée par Luigi Musso. C'est la première victoire dans le championnat du monde d'une voiture à moteur arrière. 
À Monaco au mois de mai, les écuries britanniques sont de retour et Moss a cédé le volant de la Cooper de Rob Walker à Maurice Trintignant qui s'impose au nez et à la barbe de toutes les monoplaces d'usine. Piégé à deux reprises par l'étonnante petite voiture britannique, Luigi Musso n'en prend pas moins les commandes du championnat. 
Le panache de Moss, la régularité d'Hawthorn

À Zandvoort, Moss sur Vanwall remporte la course en profitant des prestations anonymes des Ferrari. Il reprend la tête du championnat à Musso. En Belgique, Tony Brooks impose la Vanwall. Le Grand Prix de France marque le retour en forme des Ferrari avec la victoire de Hawthorn. Le succès de la Scuderia est endeuillé par l'accident mortel de Luigi Musso, parti à la faute en essayant de doubler un attardé sans perdre de temps sur Hawthorn. Juan-Manuel Fangio prend le départ sur une Maserati mais, accablé de problèmes, le champion argentin accroche une quatrième place méritoire avant d'annoncer sa retraite. 
Ferrari confirme quinze jours plus tard en Angleterre avec la victoire de Peter Collins. Hawthorn, deuxième, prend le large au championnat. Le duel Ferrari-Vanwall se poursuit en Allemagne. En raison du retrait prématuré de Moss, Brooks est chargé de défendre les couleurs de Vanwall. Mal parti, il revient sur Hawthorn et Collins avant de les doubler puis de prendre le large. Derrière lui, un nouveau drame se joue avec l'accident mortel de Peter Collins. En trois courses la Scuderia a perdu deux de ses leaders. 
Terriblement diminuée, Ferrari sauve les meubles au championnat lors du Grand Prix du Portugal puisque, malgré la victoire de Moss, Hawthorn ne concède qu'un seul point à son compatriote et conserve la tête du championnat. Sa seconde place doit grandement au fair-play de son adversaire puisque Hawthorn avait été déclassé par les commissaires avant que Moss ne témoigne en sa faveur et n'infléchisse le verdict. La situation est encore plus favorable pour Hawthorn à l'issue du Grand Prix d'Italie qu'il termine deuxième alors que Moss a renoncé. 
Si Hawthorn doit commencer à retrancher ses moins bons résultats (il a déjà terminé à sept reprises dans les points), une seconde place lui suffit au Maroc pour être titré en cas de victoire de Moss. Moss remplit sa part du contrat en s'imposant et Hawthorn, seulement troisième, se voit offrir la deuxième place, synonyme de titre, par Phil Hill nouveau venu au sein de la Scuderia. Pour la troisième fois de la saison la Formule 1 est endeuillée car, sur la troisième Vanwall, Stuart Lewis-Evans accidenté, décèdera des suites de ses blessures quelques jours plus tard.
Hawthorn ne défendra jamais son titre mondial. Très affecté par cette saison particulièrement meurtrière (il était notamment très proche de Peter Collins), il annonce sa retraite en fin d'année. Quelques semaines plus tard, il disparaît à son tour dans un accident de la circulation. L'écurie Vanwall, première championne du monde des constructeurs annonce également en fin d'année son retrait de la Formule 1.

## Grands Prix de la saison 1958
| no | Date        | Grand Prix                    | Lieu              | Vainqueur           | Écurie              | Pole position      | Record du tour     | Résumé |
| -- | ----------- | ----------------------------- | ----------------- | ------------------- | ------------------- | ------------------ | ------------------ | ------ |
| 65 | 19 janvier  | Grand Prix d'Argentine        | Buenos Aires      | Stirling Moss       | Cooper-Climax       | Juan Manuel Fangio | Juan Manuel Fangio | Résumé |
| 66 | 18 mai      | Grand Prix de Monaco          | Monaco            | Maurice Trintignant | Cooper-Climax       | Tony Brooks        | Mike Hawthorn      | Résumé |
| 67 | 26 mai      | Grand Prix des Pays-Bas       | Zandvoort         | Stirling Moss       | Vanwall             | Stuart Lewis-Evans | Stirling Moss      | Résumé |
| 68 | 30 mai      | Indianapolis 500              | Indianapolis      | Jimmy Bryan         | Epperly-Offenhauser | Dick Rathmann      | Tony Bettenhausen  | Résumé |
| 69 | 15 juin     | Grand Prix de Belgique        | Spa-Francorchamps | Tony Brooks         | Vanwall             | Mike Hawthorn      | Mike Hawthorn      | Résumé |
| 70 | 6 juillet   | Grand Prix de France          | Reims             | Mike Hawthorn       | Ferrari             | Mike Hawthorn      | Mike Hawthorn      | Résumé |
| 71 | 19 juillet  | Grand Prix de Grande-Bretagne | Silverstone       | Peter Collins       | Ferrari             | Stirling Moss      | Mike Hawthorn      | Résumé |
| 72 | 3 août      | Grand Prix d'Allemagne        | Nürburgring       | Tony Brooks         | Vanwall             | Mike Hawthorn      | Stirling Moss      | Résumé |
| 73 | 24 août     | Grand Prix du Portugal        | Porto             | Stirling Moss       | Vanwall             | Stirling Moss      | Mike Hawthorn      | Résumé |
| 74 | 7 septembre | Grand Prix d'Italie           | Monza             | Tony Brooks         | Vanwall             | Stirling Moss      | Phil Hill          | Résumé |
| 75 | 19 octobre  | Grand Prix du Maroc           | Ain-Diab          | Stirling Moss       | Vanwall             | Mike Hawthorn      | Stirling Moss      | Résumé |

## Classement des pilotes
| Classement | Pilote              | Pays        | Voiture             | Nombre de points |
| ---------- | ------------------- | ----------- | ------------------- | ---------------- |
| 1er        | Mike Hawthorn       | Royaume-Uni | Ferrari             | 42 (49)          |
| 2e         | Stirling Moss       | Royaume-Uni | Vanwall             | 41               |
| 3e         | Tony Brooks         | Royaume-Uni | Vanwall             | 24               |
| 4e         | Roy Salvadori       | Royaume-Uni | Cooper-Climax       | 15               |
| 5e         | Peter Collins       | Royaume-Uni | Ferrari             | 14               |
| 6e         | Harry Schell        | États-Unis  | BRM                 | 14               |
| 7e         | Maurice Trintignant | France      | Cooper-Climax       | 12               |
| 8e         | Luigi Musso         | Italie      | Ferrari             | 12               |
| 9e         | Stuart Lewis-Evans  | Royaume-Uni | Vanwall             | 11               |
| 10e        | Phil Hill           | États-Unis  | Ferrari             | 9                |
| 11e        | Wolfgang von Trips  | Allemagne   | Ferrari             | 9                |
| 12e        | Jean Behra          | France      | BRM                 | 9                |
| 13e        | Jimmy Bryan         | États-Unis  | Epperly-Offenhauser | 8                |
| 14e        | Juan Manuel Fangio  | Argentine   | Maserati            | 7                |
| 15e        | George Amick        | États-Unis  | Epperly-Offenhauser | 6                |
| 16e        | Johnny Boyd         | États-Unis  | Kurtis-Offenhauser  | 4                |
| 17e        | Tony Bettenhausen   | États-Unis  | Epperly-Offenhauser | 4                |
| 18e        | Jack Brabham        | Australie   | Cooper-Climax       | 3                |
| 19e        | Cliff Allison       | Royaume-Uni | Lotus-Climax        | 3                |
| 20e        | Joakim Bonnier      | Suède       | BRM                 | 3                |
| 21e        | Jim Rathmann        | États-Unis  | Watson-Offenhauser  | 2                |

## Classement des constructeurs
Les 500 miles d’Indianapolis ne sont pas pris en compte au championnat du monde des constructeurs.
| Classement | Pays        | Voiture       | Nombre de points |
| ---------- | ----------- | ------------- | ---------------- |
| 1er        | Royaume-Uni | Vanwall       | 48               |
| 2e         | Italie      | Ferrari       | 40               |
| 3e         | Royaume-Uni | Cooper-Climax | 31               |
| 4e         | Royaume-Uni | BRM           | 18               |
| 5e         | Italie      | Maserati      | 6                |
| 6e         | Royaume-Uni | Lotus-Climax  | 3                |

## Liste des Grands Prix disputés cette saison ne comptant pas pour le championnat du monde de Formule 1
| Nom                          | Circuit     | Date       | Vainqueur     | Constructeur  |
| ---------------------------- | ----------- | ---------- | ------------- | ------------- |
| VIe Glover Trophy            | Goodwood    | 7 avril    | Mike Hawthorn | Ferrari       |
| VIIIe Grand Prix de Syracuse | Syracuse    | 13 avril   | Luigi Musso   | Ferrari       |
| XIIIe BARC Aintree 200       | Aintree     | 19 avril   | Stirling Moss | Cooper-Climax |
| Xe BRDC International Trophy | Silverstone | 3 mai      | Peter Collins | Ferrari       |
| VIe Grand Prix de Caen       | Caen        | 20 juillet | Stirling Moss | Cooper-Climax |

Course d'exhibition
| Nom                                           | Circuit | Date | Vainqueur    | Constructeur       |
| --------------------------------------------- | ------- | ---- | ------------ | ------------------ |
| IIe 500 Miles de Monza Course des deux Mondes | Monza   | Juin | Jim Rathmann | Watson-Offenhauser |